# Chambre à fils
Une chambre à fils (ou plus précisément chambre proportionnelle multifilaire) est un détecteur de particules ionisées inventé en 1968 par Georges Charpak, ce qui lui vaut le prix Nobel de physique en 1992.

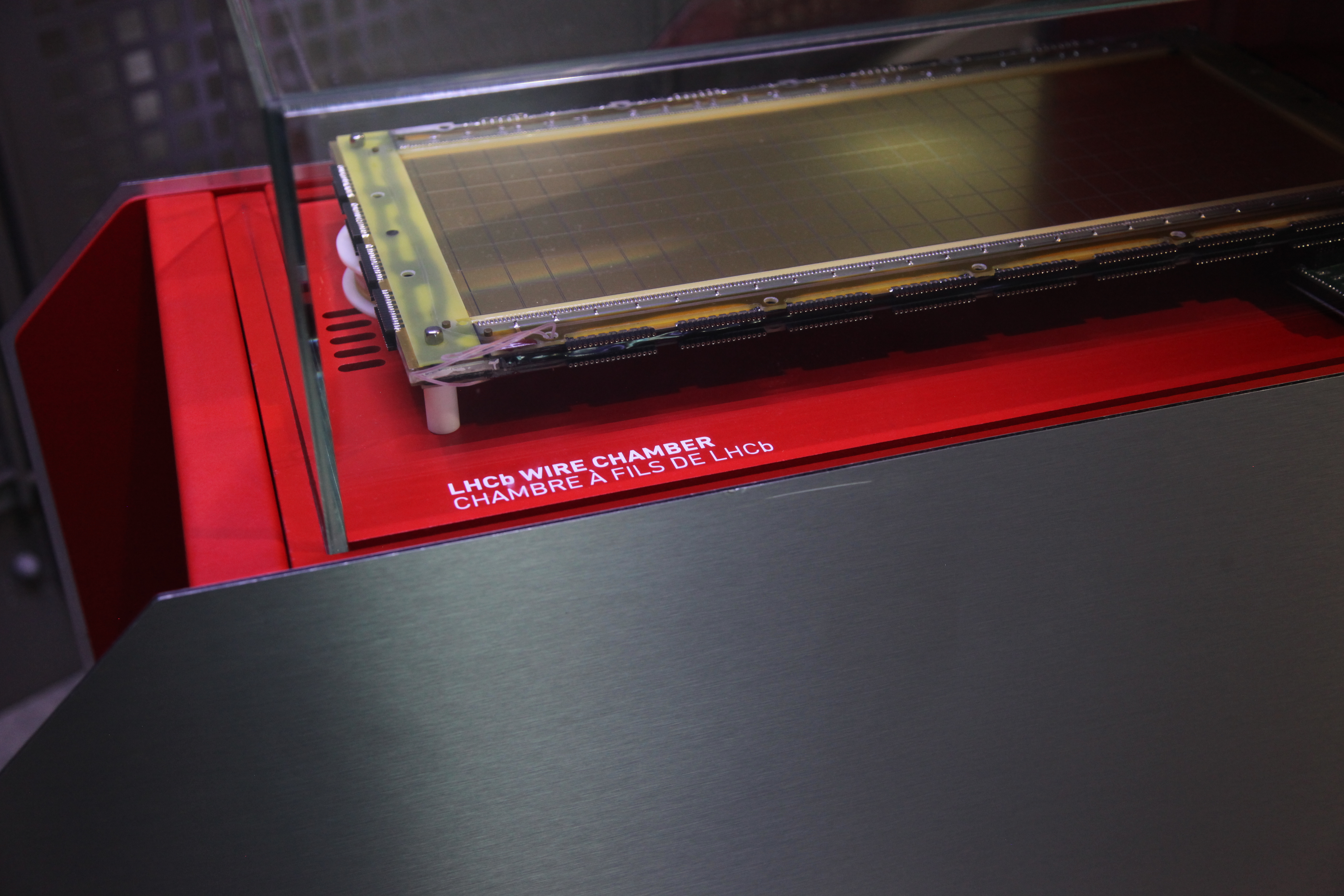
Une chambre à fils de LHCb (Large Hadron Collider beauty), présentée à l'exposition Microcosme au CERN.

Ce détecteur a rapidement remplacé la chambre à bulles qui nécessitait de photographier la trajectoire des particules et manquait de précision. Avec une chambre à fils, un traitement informatique des données est rendu possible, permettant ainsi de déterminer avec précision la trajectoire des particules qui la traversent.

## Description
Ce détecteur se présente sous la forme d'une chambre remplie d'un gaz noble comme l'argon, avec à l'intérieur plusieurs grilles composées d'un grand nombre de fils disposés parallèlement. Toutes les grilles sont sous tension et empilées en alternant les cathodes et les anodes.
Lorsqu'une particule chargée pénètre dans la chambre, elle ionise le gaz, séparant les atomes en électrons chargés négativement et en ions chargés positivement. Les électrons sont ensuite attirés par les anodes et les ions vers les cathodes. La présence de la particule est ensuite détectée par une pulsation électrique sur les fils de l'anode.

### Simulations
- Simulation du fonctionnement de chambres à fils et à dérive. L'accent est mis sur l'électrostatique. Université Paris XI
- Simulation de plusieurs conducteurs cylindriques parallèles. Université Paris XI